# Transiturus de hoc mundo
Transiturus de hoc mundo (в превод от латински: Преди да напусне този свят) е папска була на римския папа Урбан ІV от 11 август 1264 г., с която празника на Corpus Christi (Тялото Христово) е утвърден като задължителен за цялата Римокатолическа църква. Това е първият санкциониран от папата универсален празник в историята на католицизма. Празнува се 60 дни след Великден. Приемниците на Урбан IV не поддържат постановлението, и празника е спрян до 1311 г., когато е въведен отново от папа Климент V на Виенския събор.